# Marché du livre ancien et d'occasion de Paris
 (novembre 2021).
Si vous disposez d'ouvrages ou d'articles de référence ou si vous connaissez des sites web de qualité traitant du thème abordé ici, merci de compléter l'article en donnant les références utiles à sa vérifiabilité et en les liant à la section « Notes et références ».

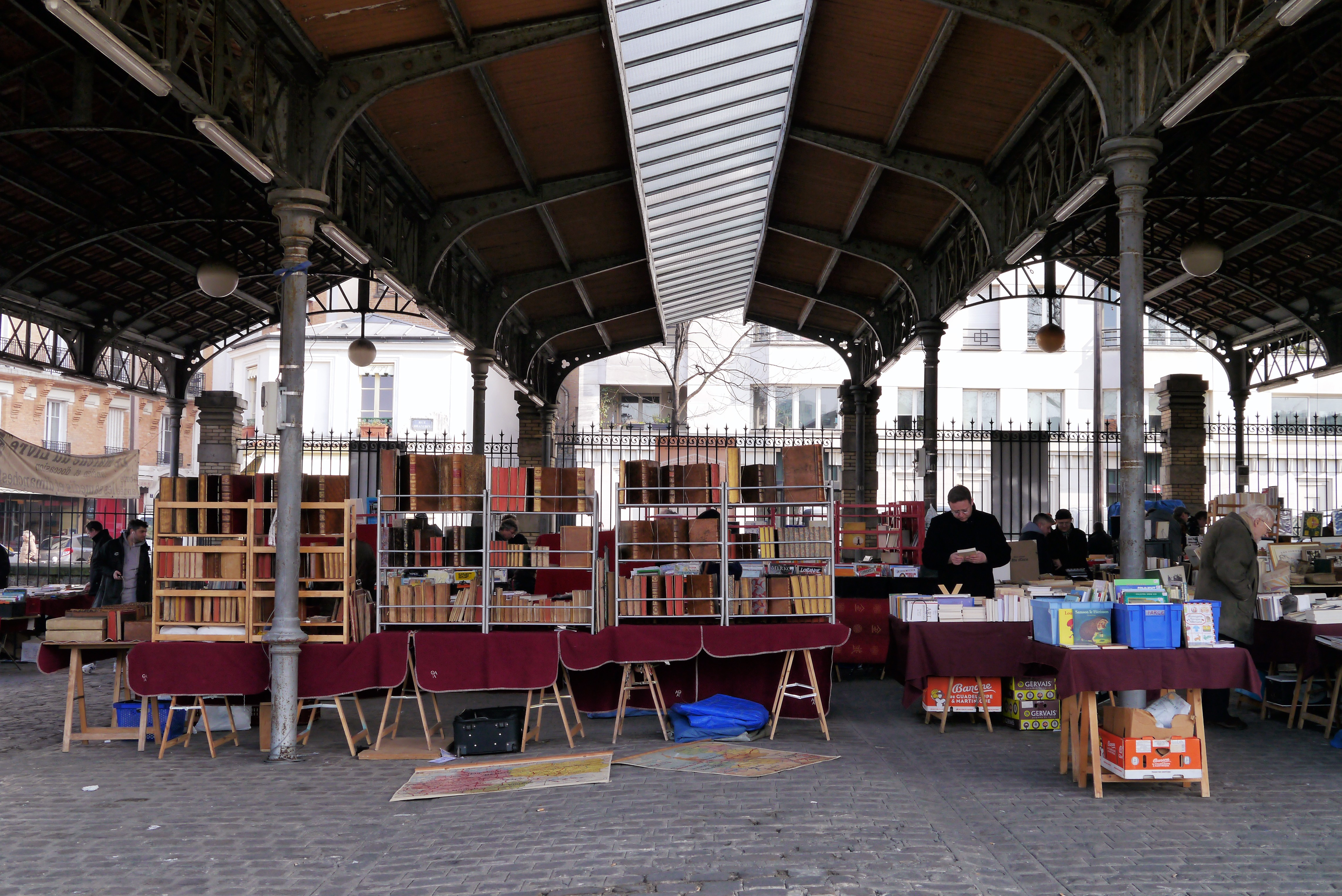
La halle du marché du livre ancien et d'occasion du parc Georges-Brassens.

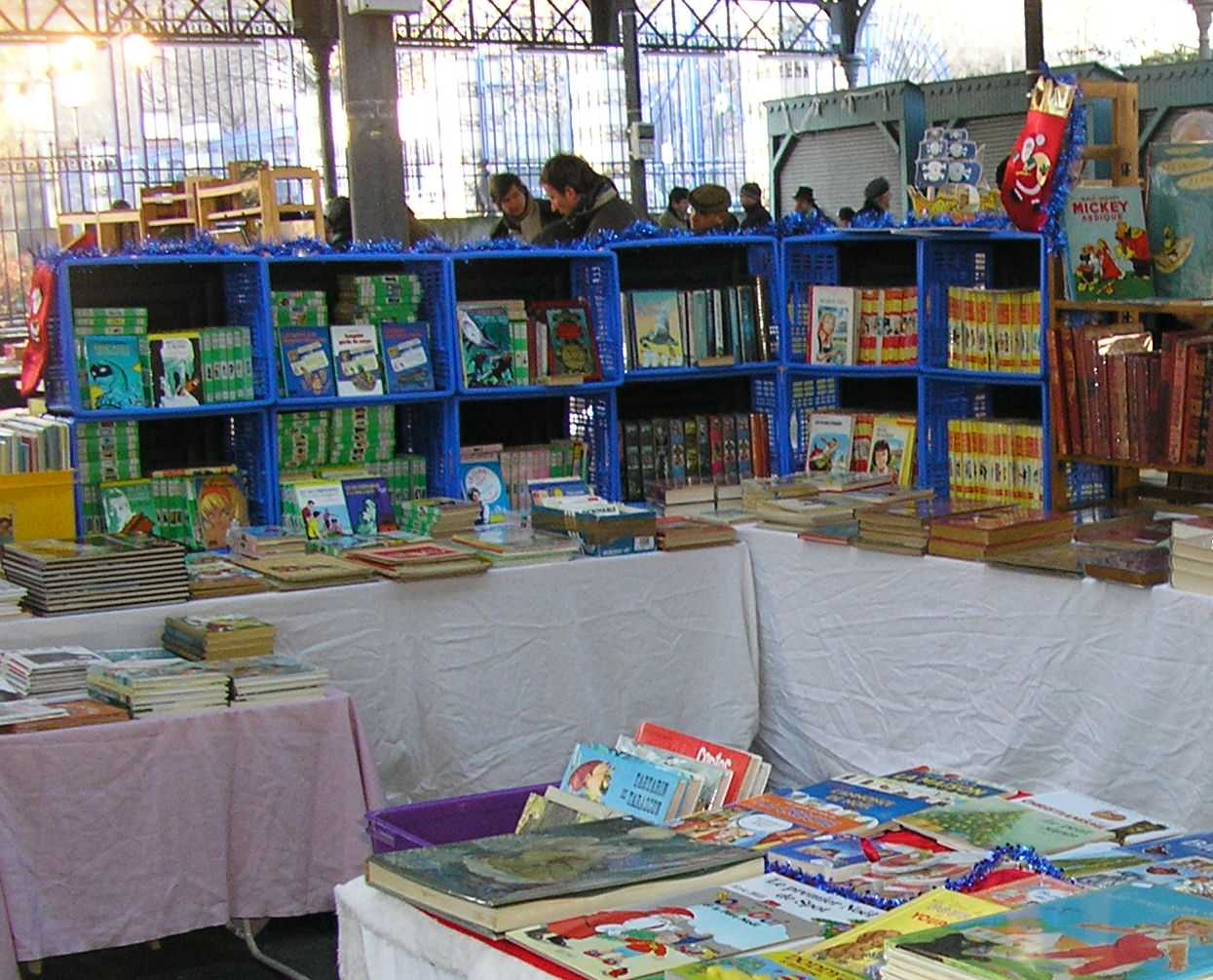
Un stand livres enfant jeunesse.

Le marché du livre ancien et d'occasion, encore appelé marché Georges-Brassens, est un marché hebdomadaire se tenant les samedis et dimanches de 9 h à 18 h près du parc Georges-Brassens (sous deux halles), dans le 15e arrondissement de Paris. Il se situe au niveau du no 104, rue Brancion, à quelques minutes du marché aux puces de la porte de Vanves. Une vingtaine de bouquinistes de Paris et libraires de livres anciens et d'occasion exposent chaque week-end.

## Organisation
Le marché du livre ancien et d'occasion fut créé en 1987 par le Groupement d'information promotion presse édition (GIPPE), une association loi de 1901. Il se tient sous deux halles aux chevaux, vestiges des anciens abattoirs de Vaugirard, sur le côté  du parc Georges-Brassens situé rue Brancion.
Son organisation fut gérée entre novembre 2017 et mai 2021 par l'association (loi 1901) « Marché du Livre-Paris ». La concession a été confiée depuis cette date à l’association (loi 1901) « Les Pages Parisiennes ».
Chaque week-end de l'année, une vingtaine de libraires exposent sous les halles. Généralistes ou bien libraires spécialisés, ils proposent à la vente livres anciens et modernes, livres dédicacés, autographes, éditions originales numérotées, livres épuisés, gravures, affiches, vieux papiers, BD, photos, vinyles, livres jeunesse. Les vendeurs offrent aussi des livres épuisés des XIXe et XXe siècles, y compris d'avant 1815, des manuels de cuisine, des livres en langues étrangères, et des dictionnaires.

## Événements et déclinaisons
Les deux halles du Marché du livre ancien et d'occasion de Paris accueillent plusieurs salons spécialisés:
- Le Salon des vieux papiers et de la Généalogie en mars[3]  (annulé)
- Le Salon du livre enfant ancien et moderne en décembre[3] (annulé)
- Le Salon de la photographie et du livre en novembre[3] (annulé)